# 卡朗唐
卡朗唐（法語：Carentan，法語發音：[kaʁɑ̃tɑ̃]）是法国诺曼底大区芒什省的一个旧市镇，位于科唐坦半岛，属于圣洛区。卡朗唐已于2016年和另外3个市镇合并为新市镇卡朗唐莱马赖，卡朗唐为新市镇行政中心。

## 友好城市
- 英国塞尔比